# Église de l'Assomption de Rieux-Minervois
Pour les articles homonymes, voir Église de l'Assomption.
L'église de l'Assomption-de-Notre-Dame ou église Sainte-Marie est une église romane située à Rieux-Minervois, dans le département français de l'Aude en région Occitanie.

## Historique

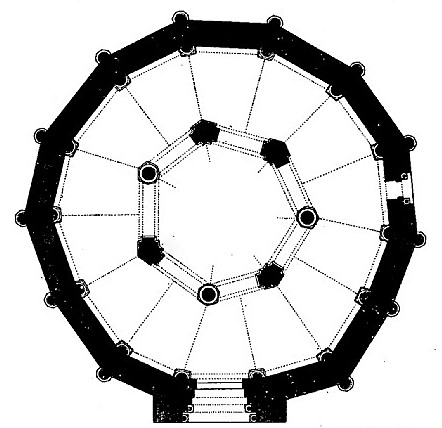
Le plan initial de l'église.
Congrès archéologique de France, tenu à Carcassonne et Perpignan, en 1906

L'église est citée pour la première fois en 1096/1097, quand l'archevêque de Narbonne, Dalmace, meurt à Rieux en venant superviser la construction de l'église qu'il a donnée au chapitre de Narbonne. L'archevêque Arnaud de Lévézou confirme le don aux chanoines de la cathédrale en 1129. Les actes de 1165, 1181, 1185, 1252 montrent qu'elle a été érigée en prieuré. Elle a été réunie à la mense capitulaire au milieu du XVe siècle. La réunion est confirmée en 1448 par Nicolas V.
L'église avait deux portes :
- la porte méridionale donnait accès au prieuré,
- la porte occidentale qui était la porte principale. Elle a été mutilée au XIVe siècle quand on a ajouté un porche. Au début du XIXe siècle le porche a été transformé en chapelle, ce qui a imposé le déplacement du portail.

La seigneurie de Rieux acquise par une famille originaire du Limousin, les La Juigie, en 1372. Une chronique de 1397 nous apprend que Guillaume de La Jugie-Puydeval a fait creuser une chapelle souterraine dédiée à sainte Madeleine sous la pile sud du sanctuaire. En 1512, Tristan de La Jugie-Morèze, a fait construire la chapelle des seigneurs sous l'invocation des saints Germain, Joseph et Michel.
L'église a été restaurée après 1840 par l'architecte départemental Champagne. L'opération a déclenché un concert de protestations. L'architecte Charles-Auguste Questel est venu voir le monument et a fait un rapport critique daté de 1844.
Eugène Viollet-le-Duc est envoyé à Rieux pour examiner les travaux faits et proposer ceux qu'il serait urgent de faire. Son rapport du 31 décembre 1844 est très critique sur ce qui a été fait : « Il est très difficile de croire à cet acte de vandalisme lorsqu'on ne l'a pas vu. » Par ailleurs, Prosper Mérimée a affirmé que le ministre avait souhaité ramener l'église dans son plan ancien mais comme cela entraîne de démolir les chapelles, ce projet a été abandonné. Dans son rapport de 1844, Viollet-le-Duc a écrit qu'on ne pourrait rétablir l'église dans son état ancien qu'en construisant une nouvelle église. Le coût d'une telle opération a fait définitivement enterrer ce projet.
Pour permettre d'accueillir plus de fidèles, on a construit au-dessus des bas-côtés une tribune sur poteaux en fer qui a été supprimée en 1968.
Le clocher s'est effondré à la suite d'un orage, le 8 septembre 1918. Il a été reconstruit en simplifiant l'ancien modèle.
L'église fait l'objet d'un classement au titre des monuments historiques depuis 1840 : elle fit donc partie de la première liste de monuments historiques français, la liste des monuments historiques de 1840.
L'église et ses abords sont inscrits au titre des sites naturels depuis 1943.

## Architecture
L'église de Rieux-Minervois fait partie du groupe des rotondes à collatéral circulaire comme l'église du Saint-Sépulcre de Jérusalem, Saint-Vital de Ravenne, la chapelle palatine d'Aix-la-Chapelle, Saint-Bénigne de Dijon construite par Guillaume de Volpiano dont il subsiste la crypte, l'église de Neuvy-Saint-Sépulchre, l'abbatiale de Charroux...
L'église a été construite suivant un plan centré de rotonde de 7 côtés dans sa partie centrale couverte d'une coupole à sept pans, entouré d'un déambulatoire de 14 côtés. La poussée de la coupole est contre-butée par une voûte en quart de cercle qui couvre le déambulatoire.
Cette forme heptagonale est unique au monde. Le chiffre sept est le symbole de la sagesse divine à laquelle est assimilée la Vierge Marie. Une "Mandorle" représentant l'Assomption de la Vierge Marie est une des nombreuses sculptures attribuées au Maître de Cabestany.

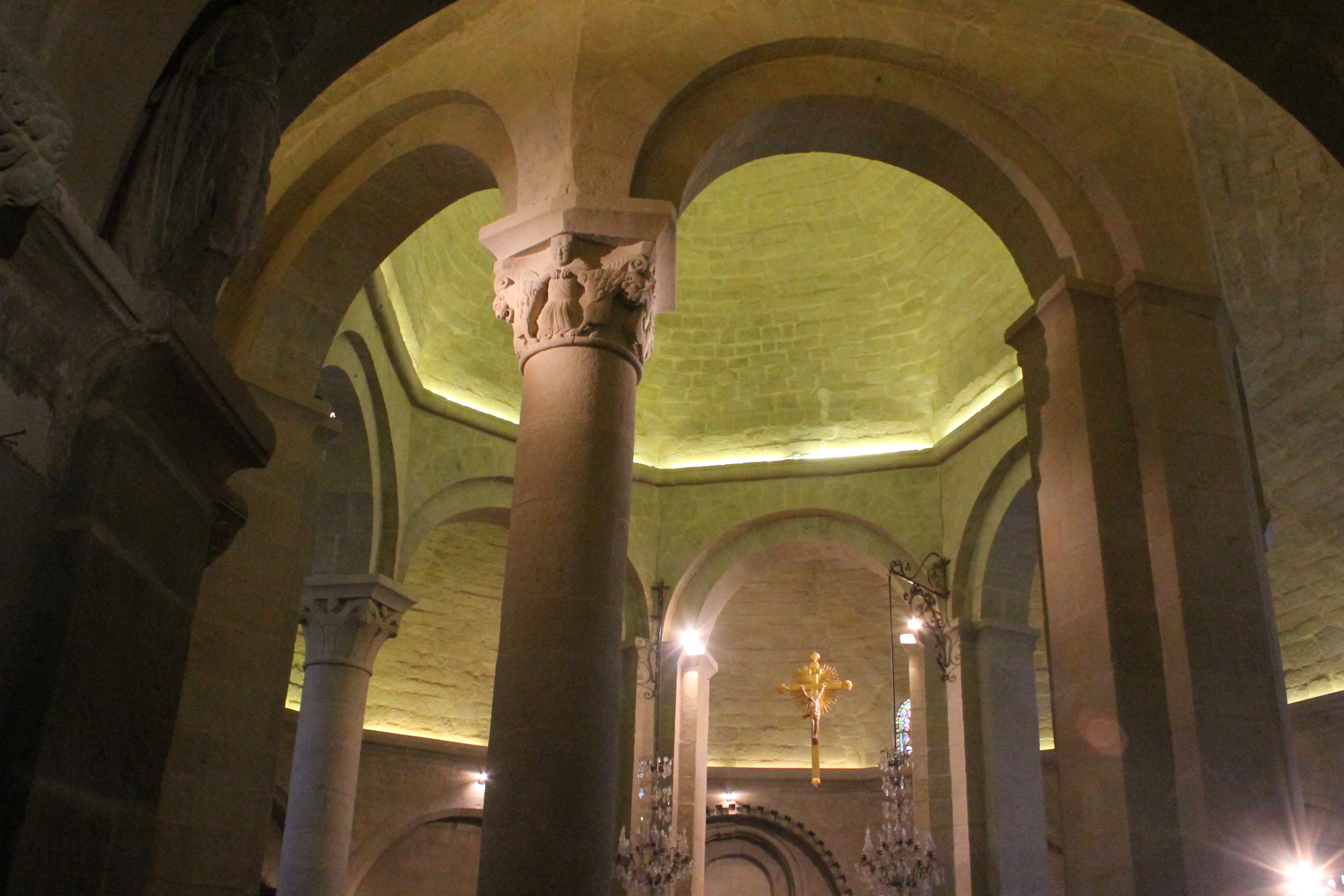
L'intérieur de l'église.
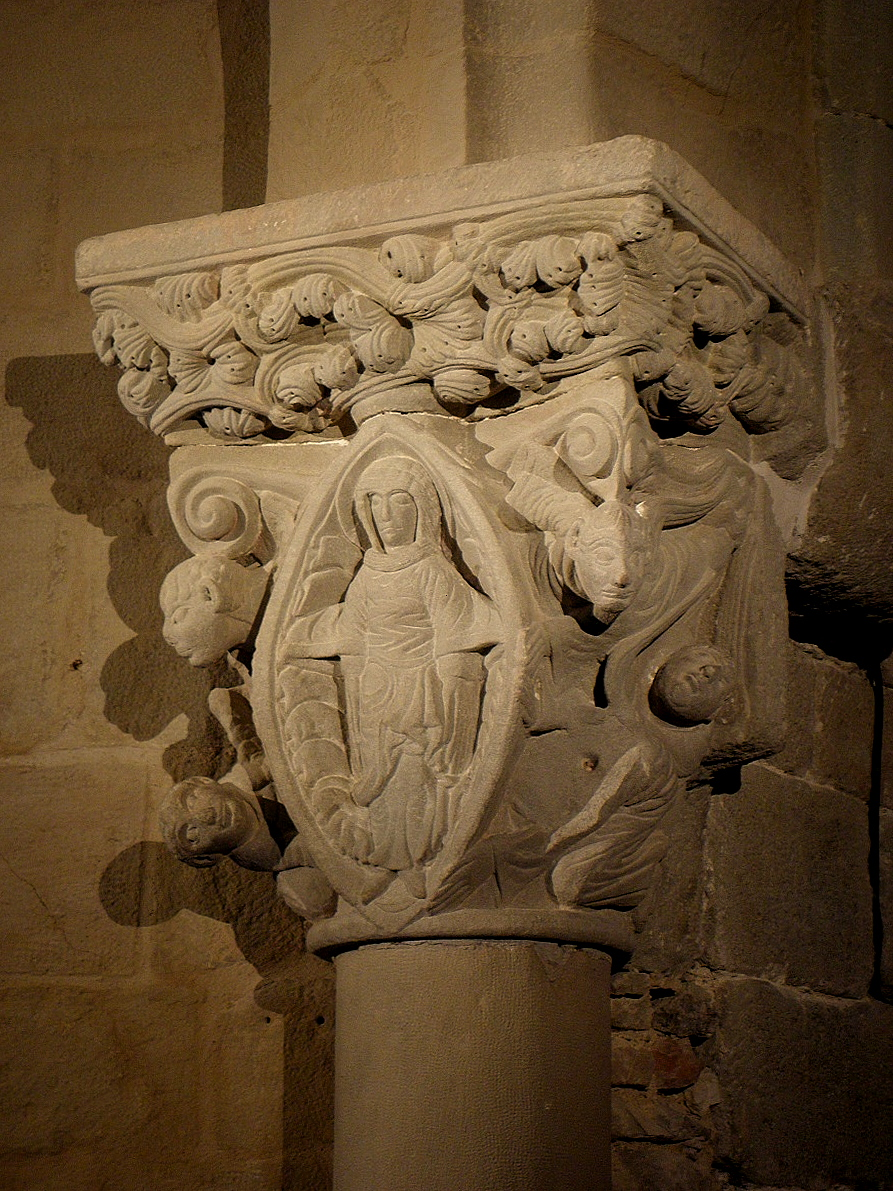
Chapiteau de l'Assomption de Marie attribué au maître de Cabestany.
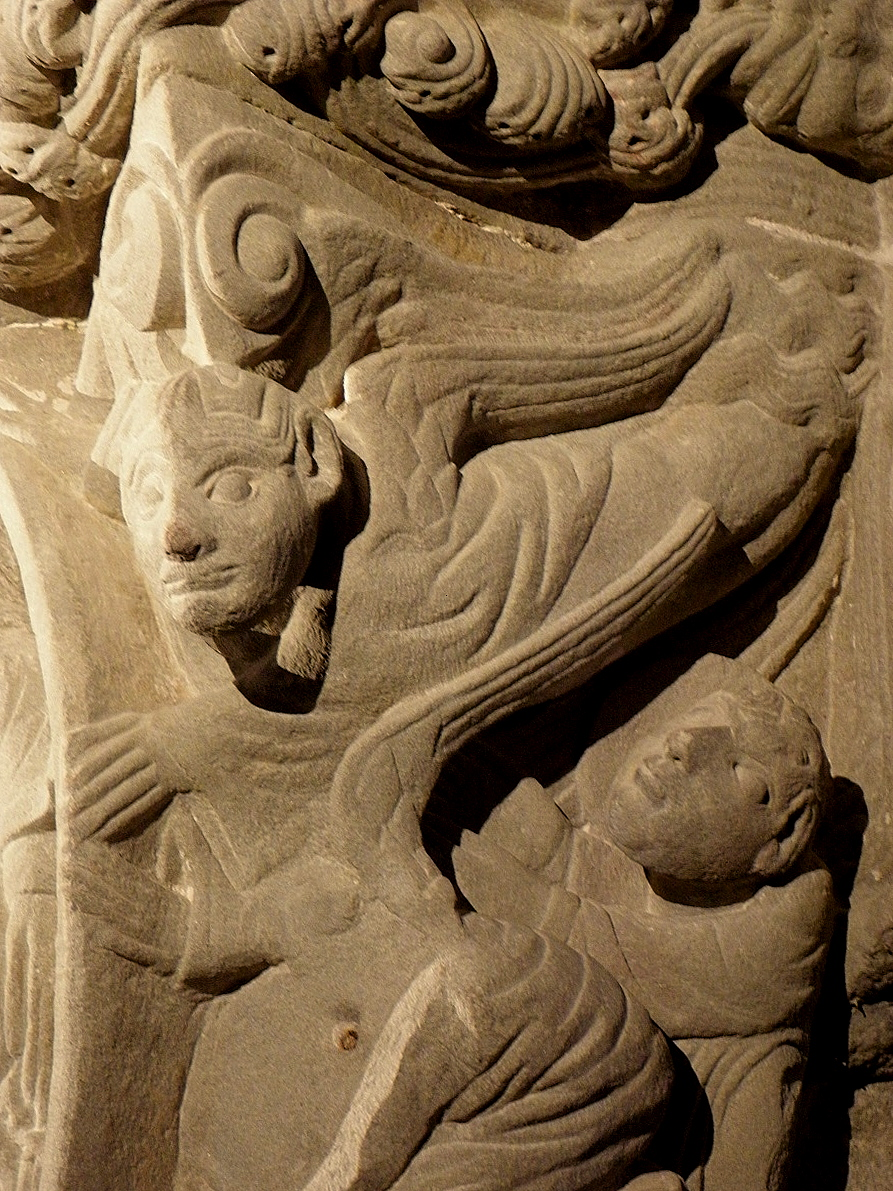
Chapiteau de l'Assomption de Marie : détail.
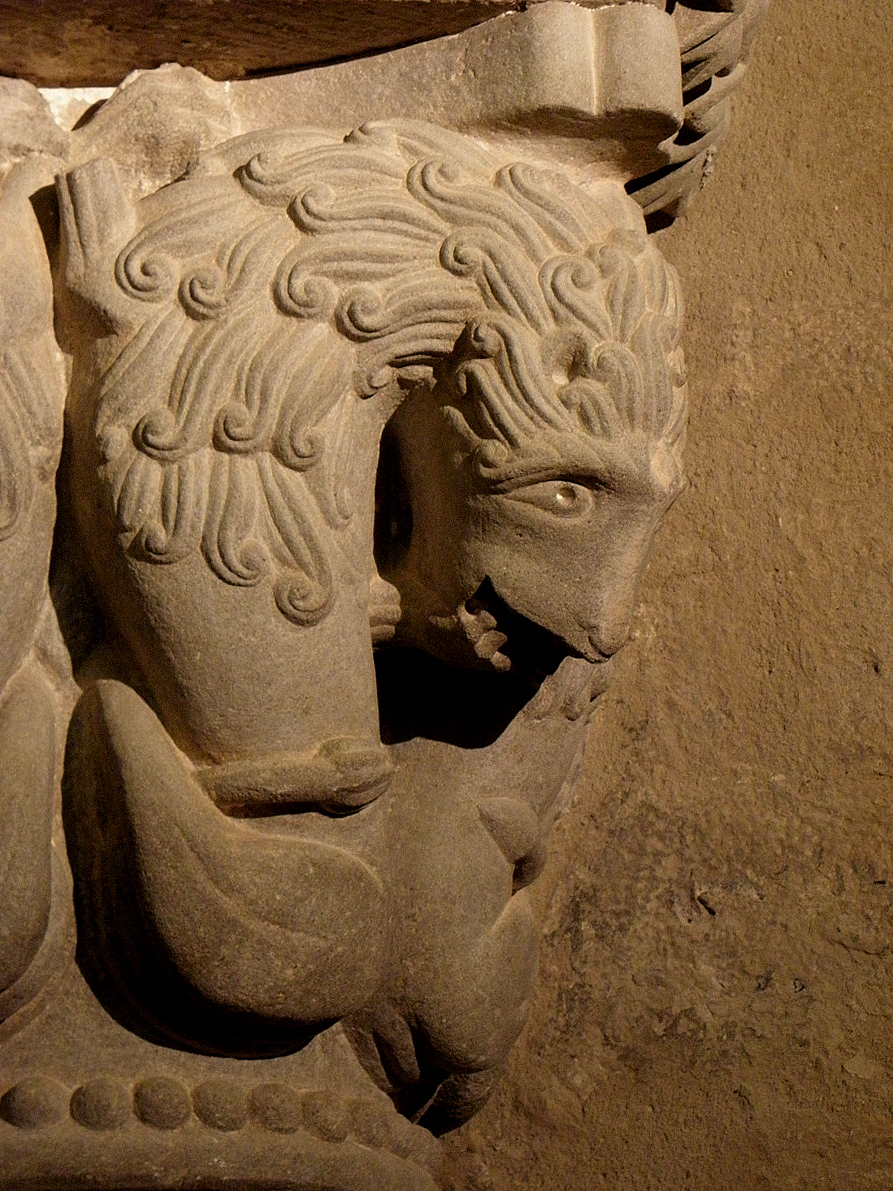
Lion.
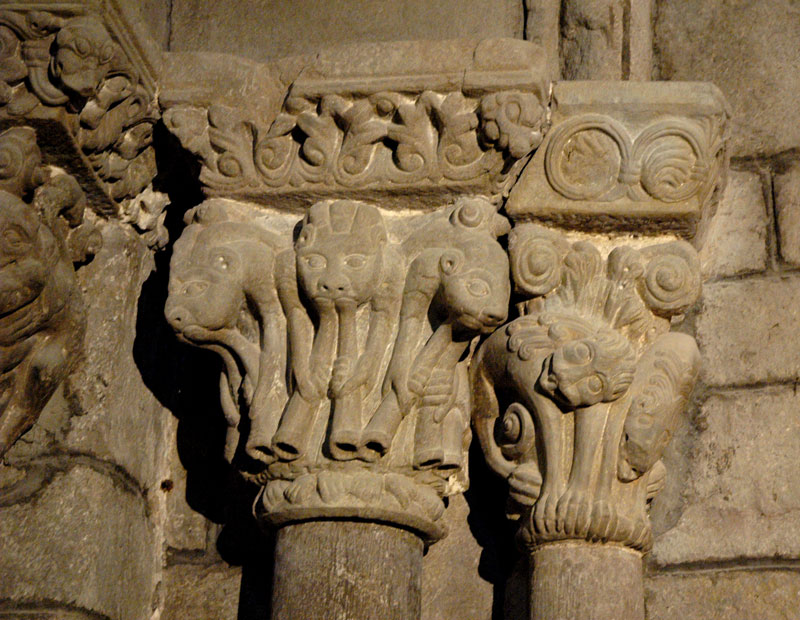
Chapiteaux à droite de l'ancien portail.
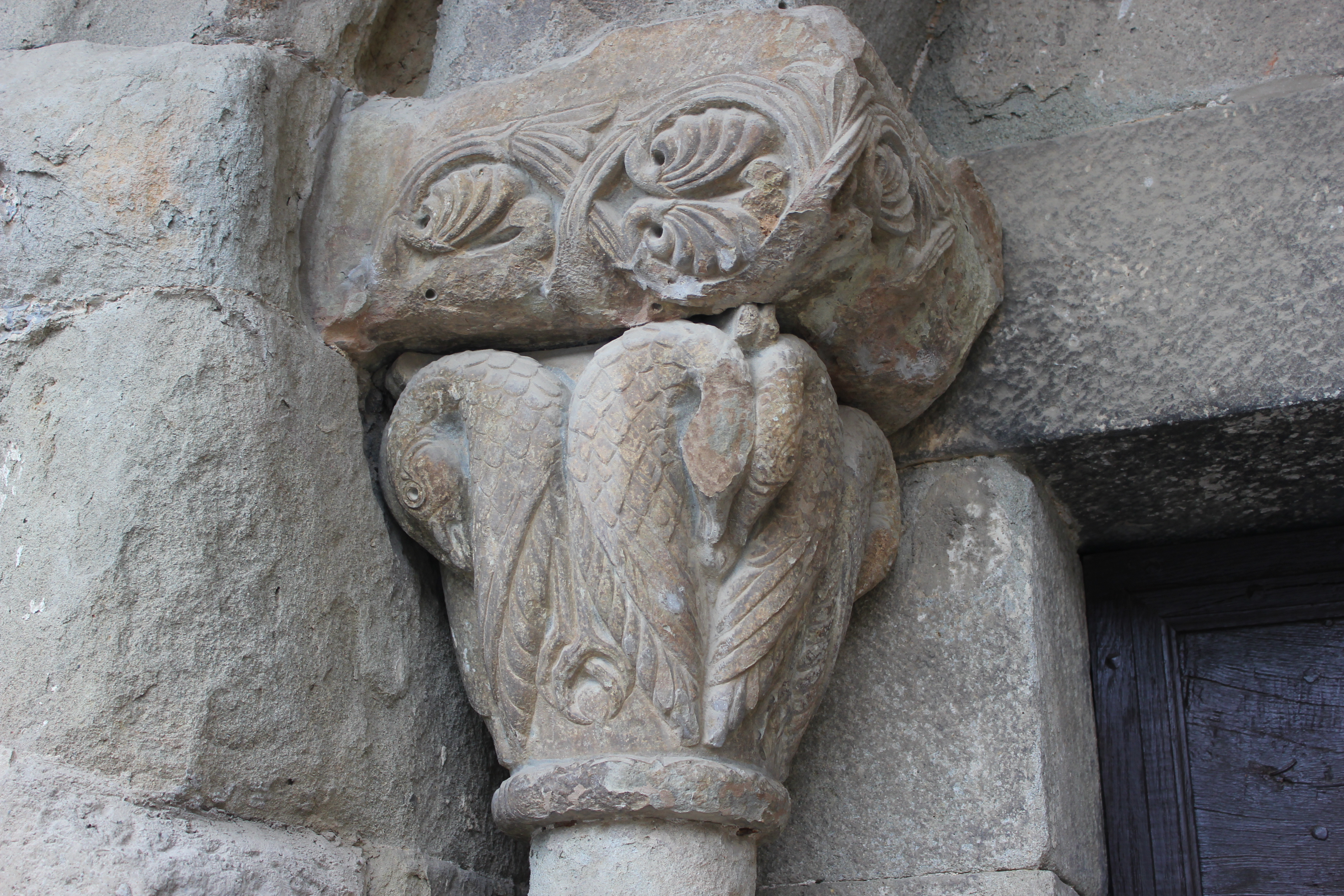
Chapiteau du portail sud : oiseaux.